# Polydrachma aleatoria
Polydrachma aleatoria är en fjärilsart som beskrevs av Edward Meyrick 1928. Polydrachma aleatoria ingår i släktet Polydrachma och familjen vecklare. Inga underarter finns listade i Catalogue of Life.